# Rosenhofbrunnen

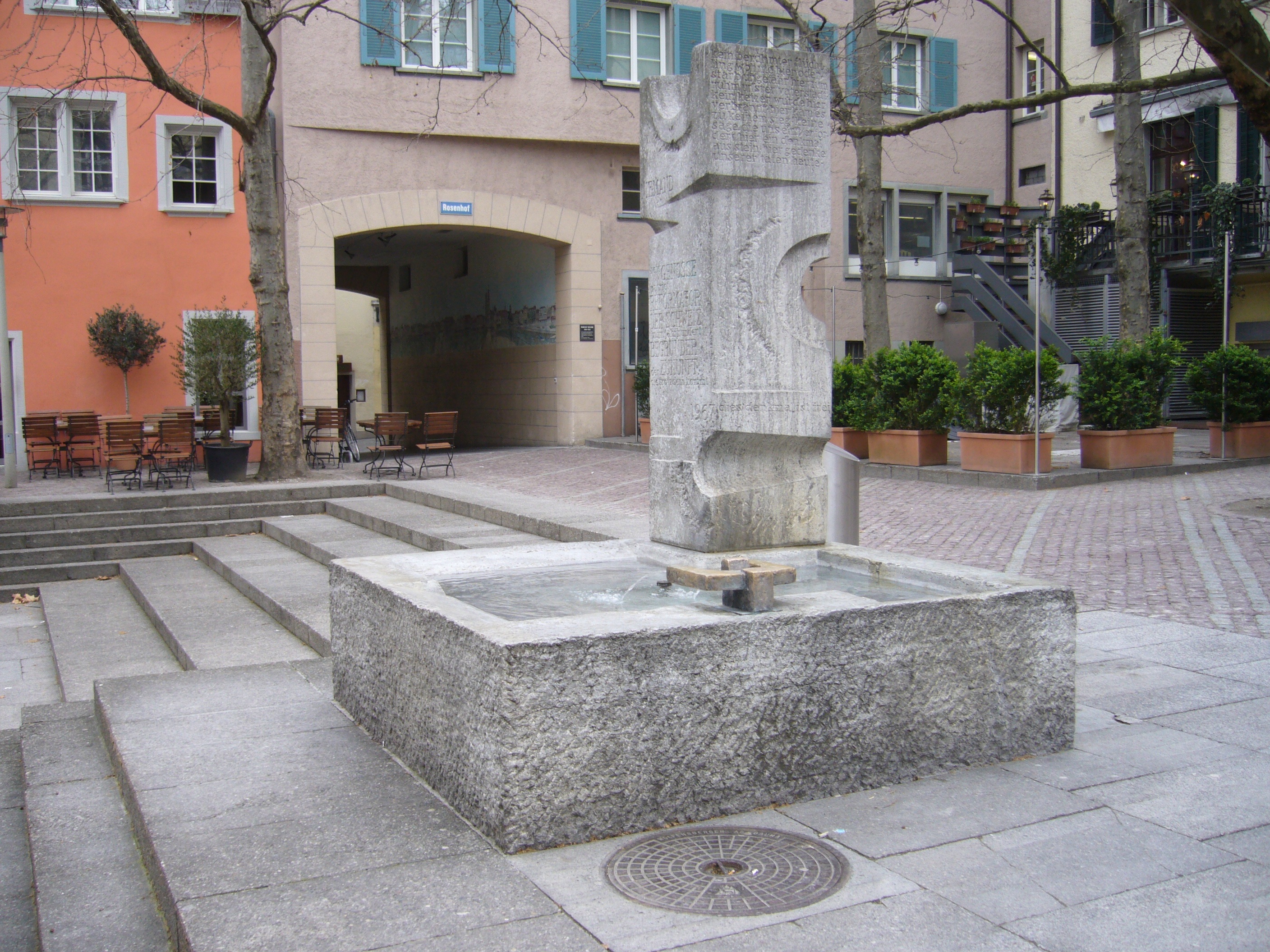
Der Rosenhofbrunnen (2009)

Der Rosenhofbrunnen oder Max-Frisch-Brunnen wurde 1967 errichtet und steht auf dem Rosenhof in der Altstadt von Zürich. Geschaffen wurde er von Peter Meister, die Inschriften auf der abstrakten Skulptur stammen von Max Frisch und sind ein wichtiges Zeugnis engagierter Literatur in den 1960er Jahren. Sie weisen den Brunnen als «freies Denkmal» aus. Weil sie ferner umständlich aufzählen, wem der Brunnen nicht gewidmet ist, nannte ihn Georg Kreis ein «Antidenkmal».

## Geschichte
Die freie Fläche des heutigen Platzes entstand zwischen 1954 und 1957, als das Hochbauamt der Stadt Zürich hier im Rahmen der Altstadtsanierung drei Häuserreihen abreissen liess. Damit sollten «hygienisch nicht mehr tragbare Verhältnisse» beseitigt und den umstehenden Gebäuden mehr Raum und Licht verschafft werden. Jahrelang lag das Areal brach. Dem Ansinnen der Anwohner, es als Parkplatz zu nutzen, gab die Stadtverwaltung abschlägigen Bescheid. Ein erstes Projekt, das eine Bebauung mit Geschäften vorsah, konnte ebenfalls nicht realisiert werden. Im Herbst 1965 beauftragte das Büro für Altstadtsanierung und Denkmalpflege schliesslich den Architekten Benedikt Huber, ein Projekt ohne Bauten auszuarbeiten. Der neugestaltete, nach der nahen Rosengasse benannte Platz wurde am 6. Juli 1967 eingeweiht. In einer kleinen, musikalisch untermalten Feier übergab ihn der Vorsteher des Bauamts, Stadtrat Edwin Frech, feierlich dem Stadtpräsidenten Sigmund Widmer. Das Schweizer Fernsehen berichtete im Infomagazin Antenne darüber. Das Projekt hatte 228'000 Franken gekostet.
Als «Hauptanreiz» fungierte die zentrale Brunnenanlage, die von Peter Meister geschaffen und mit Inschriften von Max Frisch versehen worden war. Anlässlich der Einweihung sagte Benedikt Huber über die Entstehungsgeschichte:

«Es ist selbstverständlich, dass auf so einen Platz ein Brunnen gehört, und wir wollten dann noch weitergehen und nicht einfach nur ein Objekt der öffentlichen Kunstpflege aufstellen, sondern einen Brunnen und eine Plastik [sic], die den Besucher, den Passanten dieses Platzes direkt anspricht. Wir sind deswegen zu Max Frisch gegangen mit der Bitte, dass er gleichsam eine Chronik des Jahres 1967 verfasst. Was nun auf diesem Brunnen steht, ist Max Frischs Auffassung  von den Taten und den Wegen von unserem heutigen Jahr.»

Sigmund Widmer hatte vom Hinweis auf Vietnam «eher abgeraten», weswegen «Vietnamkrieg» zu «Krieg in Vietnam» abgeändert wurde.

## Beschreibung
Der Brunnen ist aus Blaubank-Muschelkalk gehauen. Er ist 2,63 Meter hoch und hat einen fast quadratischen Grundriss von 2,07 × 2,02 Metern. Den Brunnenstock bildet eine abstrakte kubische Skulptur, auf deren vier Seiten in unterschiedlichen Schriftgraden folgender Text Max Frischs eingemeisselt ist:
| HIER RUHT 1967 kein grosser ZÜRCHER denker und STAATSMANN oder REBELL weitsichtiger PLANER der freiheit usw. | NIEMAND zeitGENOSSE patriot REFORMATOR DER SCHWEIZ im xx. jahrhundert BEGRÜNDER der ZUKUNFT die trotzdem kommt 1967 | kein berühmter flücht- ling wohnte hier oder starb ungefähr hier zum ruhm unsrer vaterstadt · kein ketzer wurde hier verbrannt · hier kam es zu keinem sieg · keine sage, die uns ehrt, erfor- dert hier ein denkmal aus stein · hier gedenke unserer taten heute · dies denkmal ist frei | hier ruht kein kalter krieger 1967 dieser stein der stumm ist wurde errichtet zur zeit des krieges in VIETNAM |

## Rezeption
In einem Bericht der Neuen Zürcher Zeitung zur Einweihung wurde Max Frischs Text als «für den Durchschnittsbürger zumindest ungewöhnlich anmutend» bezeichnet. Ausserdem wurde darauf hingewiesen, dass er «ebenso gut im Rundumschreiten, Zeile für Zeile, wie Seite für Seite» gelesen werden könne. Er sei ein «Mahnmal»:

«Er hält, mitten in der Altstadt, mitten in einem umfriedeten Bezirk, die auch 1967 geltende Tatsache des Krieges fest und gewinnt dadurch ein – vielleicht doch nicht in dem Maße beabsichtigtes – Gewicht, sprengt eigentlich den Rahmen, in den hinein er gestellt ist.»

Noch kritischer waren die Neuen Zürcher Nachrichten, die zu den Inschriften meinten:

«Mit der Angriffigkeit dieses Textes kontrastiert die friedliche Atmosphäre, die über diesem Platz liegt.»

Der Brunnen wird heute alltagssprachlich auch «Max-Frisch-Brunnen» genannt. Auf die Frage, ob man mit ihm auch Max Frisch ein Denkmal setzen wollte, antwortete der Architekt Huber bei der Einweihung:

«Frisches Wasser fliesst durch diesen Brunnen, es ist ein Frisch-Wasserbrunnen. Ob der Brunnen später ein Denkmal für Max Frisch wird, das wird die Zeit noch zeigen, aber sicher wird er mit Max Frisch in Zusammenhang gebracht werden.»

Georg Kreis nahm den Brunnen sowohl 2008 in sein Standardwerk zur Schweizer Denkmaltopografie als auch 2021 in seinen Bericht zu den öffentlichen Denkmälern der Stadt Zürich auf. Gerade dadurch, dass er kein Denkmal sein wolle, werde er zum «Antidenkmal». Ohne die Inschrift fände das «in konventionell abstrakter Weise gestaltete» Monument heute aber «keine weitere Beachtung».